# Andrea Vaccaro
Andrea Vaccaro, född omkring den 8 maj 1600, död den 18 januari 1670, var en italiensk målare, av samma släkt som Lorenzo och Domenico Antonio Vaccaro.
Vaccaro efterbildade först Caravaggio, sedan Guido Reni och skapade en stil, som förenade bolognesarnas komposition och form med neapolitanarnas passionerade färg. Han var en av 1600-talets mest framstående målare i Neapel. 
Till hans bästa verk hör Korsfästelsen (i Santissima Trinità dei Pellegrini) och Betlehemitiska barnamordet (i Neapels museum). I Madrids museum finns tolv tavlor av Vaccaro, bland dem fyra skildrande Sankt Gajetanus död, i München Kristus gisslas och Jesus och Johannes som barn, i Dresden Kristus uppenbarar sig i helvetets förgård för Maria.